# Мастера угрозы
«Мастера угрозы» (англ. Masters of Menace) — комедийный фильм 1990 г. режиссёра Дэниела Раскова с Дэвидом Рашем, Джеймсом Белуши и Дэном Эйкродом в главных ролях.

## Сюжет
Весёлые парни из бригады немолодых байкеров получили условный срок, и всем им грозит после первого же правонарушения сесть в тюрьму. Однако их механик погибает, и байкеры решают отвезти его тело в родной город. Молодой адвокат, чьими стараниями наказание стало условным, вынужден присоединиться к мотоколонне и всюду ездить за парнями — чтобы следить, как бы те чего-нибудь не учудили. Прокурору же (а он метит в губернаторы) выгодно засадить байкеров, и он старается сделать это, не гнушаясь сомнительными средствами. Поэтому ребятам предстоит путешествие с трупом через всю Америку, удирая от полиции, помощника прокурора и агентов ФБР.

## В ролях
- Дэвид Раш — Бадди Уиллер
- Катрин Бах — Китти Уиллер
- Тино Инсана — Хорни Хоук
- Ли Винг — Мальчик Рой
- Дэн Эйкройд — Джонни Льюис
- Джеймс Белуши — Цыган
- Джон Кэнди — водитель пивного грузовика